# Wervelplank

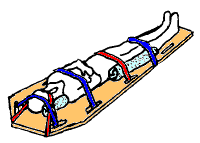
Wervelplank

Een wervelplank is een hulpmiddel van hout of kunststof om een slachtoffer van een ongeval met een zo klein mogelijke kans op transporttrauma te vervoeren indien er sprake is van (kans op) letsel aan de wervelkolom. Een wervelplank wordt gebruikt om een patiënt compleet te immobiliseren omdat elke beweging van een beschadigde wervelkolom ernstige gevolgen kan hebben, zelfs met de dood tot gevolg.

## Uitvoering
De wervelplank is een zeer stijve plank met een lengte van ongeveer 1,80 m, een breedte van minimaal 40 cm en een dikte van slechts enkele centimeters. De plank is gemaakt om onzichtbaar voor röntgenstraling te zijn zodat een patiënt direct bij aankomst in een ziekenhuis onderzocht kan worden zonder dat hij van de wervelplank af gehaald hoeft te worden, ook dit is weer om verder letsel te voorkomen.

## Werking
Een slachtoffer wordt op de plank gefixeerd met een zogenoemde spin. Dit is een stel aan elkaar verbonden banden die, vaak met klittenband, op maat gesteld kunnen worden. Hiermee worden hoofd, kin, bekken en benen gestabiliseerd. Vaak worden twee hoofdsteunen naast het hoofd geplaatst om draaien van het hoofd te voorkomen. Indien sprake is van letsel aan de nekwervels kan de nek geïmmobiliseerd worden met een nekkraag.
De plank is rondom voorzien van handgrepen en bevestigingspunten voor de spin. Als de patiënt goed vastgezet is kan hij werkelijk niet meer bewegen.

## Gebruik
Een wervelplank wordt vooral gebruikt bij verkeersslachtoffers en slachtoffers van andere ongevallen waarbij grote krachten op het lichaam gewerkt hebben. Er zijn verschillende methoden om de patiënt op de plank te krijgen, afhankelijk van de ligging en de omgeving van de patiënt.
Indien een slachtoffer op zijn rug ligt dan wordt hij uiterst voorzichtig op de zij gerold waarna de plank eronder geschoven wordt en het slachtoffer weer voorzichtig terug gerold wordt.
Als een slachtoffer bij een verkeersongeval nog in het voertuig zit wordt eerst het dak door de brandweer met hydraulisch redgereedschap verwijderd. Dan wordt de stoel of bank waarop het slachtoffer zit zo ver mogelijk in een vlakke positie gezet. Zodra de verpleegkundige van de ambulance de patiënt stabiel genoeg vindt wordt de wervelplank achter de patiënt geschoven en wordt de patiënt voorzichtig omhoog getrokken op de wervelplank totdat het hoofd op de juiste plaats ligt. De wervelplank wordt dan door een aantal brandweermensen (minimaal 4 mensen) uit de auto getild waarna de patiënt vastgezet of "gespind" wordt en klaar is voor vervoer naar een ziekenhuis.
Tijdens de laatste herziening van het landelijk protocol ambulancezorg LPA 8 wordt het gebruik van deze plank zoveel mogelijk vermeden omdat literatuurstudies geen enkele meerwaarde aantonen voor het gebruik ervan en er ongewenste neveneffecten zijn bij langdurig gebruik. 
Neveneffecten zijn: grote kans op decubitus, hypoxie, en verergering van breukvlakken door de rigide gladde plank zelf, waardoor de wervelkolom als het ware uit  elkaar wordt getrokken.  Dit zou kunnen leiden tot een verergering in plaats van een verbetering.